# Baeus tropaeumusbrevis
Baeus tropaeumusbrevis är en stekelart som beskrevs av Stevens 2007. Baeus tropaeumusbrevis ingår i släktet Baeus och familjen Scelionidae. Inga underarter finns listade.